# Huracà Gilbert
Huracà Gilbert va ser un huracà de tipus cap Verd extremadament poderós que es va formar durant la temporada d'huracans de 1988 i que va provocar una destrucció generalitzada en el Carib i el Golf de Mèxic. És el segon huracà més intens mai observat al vessant Atlàntic, superada només per l'huracà Wilma de la temporada 2005.